# キンバリー・グラース
キンバリー・グラース（Kimberly Glass、女性、1984年8月18日 - ）は、ロサンゼルス出身のアメリカ合衆国のバレーボール選手。ポジションはアウトサイドヒッター。元アメリカ代表。

## 来歴
2007年、アメリカ代表に初選出される。同年のワールドカップではエースに抜擢され、銅メダルを獲得した。翌年の北京オリンピックではハニーフ、トムらとともに攻撃面で大車輪の活躍を見せ、銀メダルを獲得した。
2011年に代表に復帰し、同年のワールドグランプリ、北中米選手権で優勝を果たした。ロンドンオリンピックの代表からは外れた。

## 球歴
- オリンピック - 2008年（2位）
- ワールドカップ - 2007年（3位）
- ワールドグランプリ - 2007年（8位）、2008年（4位）、2011年（優勝）
- 北中米選手権 - 2011年（優勝）

## 所属クラブ
- Volley Santeramo（2005-2006年）
- Pinkin de Corozal（2006-2007年）
- フェネルバフチェ・ユニバーサル（2007-2008年）
- Université Belgorod（2008-2009年）
- VK Modřanská Prostějov（2009-2010年）
- ラビタ・バクー（2010-2012年）
- 広東恒大女子排球（2012-2013年）
- Praia Clube（2013-2014）